# Вільям Шедден Ральстон
Вільям Шедден Ральстон (англ. William Shedden Ralston, 1829, Лондон — 1889) — англійський письменник і історик, дослідник російського і українського фольклору.
Освіту здобув у Кембриджі, деякий час працював бібліотекарем у Британському музеї. Автор монографії про слов'янську міфологію і народний побут та звичаї східнослов'янських народів п. н. «The Songs of the Russian People» (2 вид. Лондон 1872) і статті про збірки українських історичних пісень В. Антоновича і М. Драгоманова та чумацьких пісень І. Рудченка, друкованих в англійських періодичних журналах, перекладач російських та українських народних казок на англійську мову («Russian Folktales», 1878).